# Оніноборськ
Оніноборськ (рос. Ониноборск) — село Хоринського району, Бурятії Росії. Входить до складу Сільського поселення Краснопартизанське.
Населення — 308 осіб (2015 рік).